# Theope sticheli
Espèce
Theope sticheli est une espèce d'insectes lépidoptères appartenant à la famille  des Riodinidae et au genre Theope.

## Taxonomie
Theope sticheli a été nommé par Jason Piers Wilton Hall en 1998.

### Sous-espèces
- Theope sticheli sticheli
- Theope sticheli reductor, Brévignon, 2011[2].

## Description
Theope  sticheli un papillon au dessus de couleur marron foncé et bleu. L'aile antérieure comporte une large bordure externe et une bordure costale qui laissent une plage bleue. L'aile postérieure est bleue bordée de marron foncé.
Le revers est gris très clair, avec une ligne submarginale de points noirs cernée de blanc.

## Biologie
Il a été vu en novembre et en décembre en Guyane.

## Écologie et distribution
Theope sticheli est présent en Guyane et au Brésil,.

### Protection
Pas de statut de protection particulier.